# 迪士尼收購21世紀福斯
2017年12月14日，華特迪士尼公司宣佈以524億美元的股票收購二十一世紀福斯的最終協議。收購的資產包括二十世紀福斯電影和電視工作室、福斯電視集團（以及FX等有線電視頻道）、福斯傳媒集團、國家地理合股公司的股份，印度電視台星空傳媒，另外30%的Hulu股份和其他關鍵資產。二十一世紀福斯將福斯廣播公司、福斯電視台、福斯新聞頻道、福斯財經網、福斯體育一台、福斯體育二台、福斯體育西語頻道和十大聯盟電視網分拆成新的福斯公司。
康卡斯特（NBC環球的母公司）於2018年6月13日提出了他們的報價，以650億美元的現金收購迪士尼即將購買的福斯資產，觸發了兩家公司之間的競購戰。一星期後，迪士尼以713億美元的報價反擊。康卡斯特於7月19日正式結束與迪士尼的競購戰，以專注收購英國天空廣播的控股權。迪士尼和福斯的股東於7月27日批准了該收購計劃。該交易已於2019年3月20日完成。

## 歷史

### 早期
2017年11月6日，據CNBC報導稱，華特迪士尼公司正在與魯柏·梅鐸洽談收購二十一世紀福斯電影娛樂、有線娛樂和直播衛星部門，包括二十世紀福斯、FX電視台和國家地理合股公司。據報導，該交易將不包括福斯廣播公司、二十世紀福斯的工作室、福斯電視站、福斯新聞頻道集團和福斯體育，這些公司將分拆成由梅鐸家族經營的新獨立公司。
此外，該交易還包括某些的電影版權，例如《X戰警》和《驚奇4超人》，以及《星際大戰四部曲：曙光乍現》的發行權，這些版權都並非由迪士尼的漫威影業和盧卡斯影業所擁有。該洽談在當天沒有達成協議的情況下停滯不前，但在11月10日，據報導交易尚未完全放棄。
11月16日，據報導康卡斯特（NBC環球的母公司）、威訊通訊和索尼也加入該收購戰局。由於迪士尼擁有美國廣播公司（ABC）、康卡斯特擁有全國廣播公司（NBC）和二十一世紀福斯擁有福斯廣播公司，迪士尼或康卡斯特若全面收購福斯將違反聯邦通信委員會（FCC）的禁止涉及四大主要聯播網合併的規定。
11月28日，儘管有傳聞說迪士尼和福斯之間的談判正在快速發展。交易的傳聞在12月5日再度傳出。
12月11日，康卡斯特宣佈放棄對福斯資產的收購。12月14日，迪士尼宣佈以524億美元收購二十一世紀福斯的大部分資產，並等待美國司法部反壟斷部門的批准。
2018年2月，據CNBC報導，儘管有迪士尼福斯的交易，一旦AT&T收購時代華納完成，康卡斯特可能會採取行動，以超過迪士尼的524億美元爭奪福斯。儘管如此，福斯主席彼得·賴斯（Peter Rice）表示對迪士尼的報價感到滿意，而福斯的資產也“非常適合迪士尼”。
3月初，非營利組織保護民主項目公司（Protect Democracy Project Inc.）向美國司法部提起訴訟，希望尋求迪士尼和福斯兩組之間的任何通訊記錄。美國總統唐納·川普在攻擊AT&T收購時代華納的同時，向達成協議的梅鐸致電道賀。
4月12日，萊斯透露，合併預計將在2019年夏季完成。

### 迪士尼與康卡斯特之間的競購戰
2018年5月7日，據報導康卡斯特向投資銀行發表講話，談到了迪士尼收購福斯的提議。不久之後，迪士尼執行長勞勃·艾格表示他願意放棄天空公司以確保收購福斯。
幾位福斯投資者表示，若康卡斯特計劃以600億美元現金繼續競爭，他們將公開終止與迪士尼的協議。由於持有特別投票權的股票，梅鐸家族信託控制了福斯39%的股份。然而，根據該公司的章程，這些特殊權利並不適用於對迪士尼/福斯交易的投票，而梅鐸信託只控制了17%的選票，這使得其他股東更容易擊敗他，並預期在下個月發生。同月，確認由拉克蘭·梅鐸接管新的福斯公司，而不是詹姆斯·梅鐸。
5月23日，康卡斯特公開宣佈正考慮以全現金競標福斯。5月30日，迪士尼和福斯宣佈他們已定於7月10日舉行股東投票大會，但如果康卡斯特提出新價競購，該大會可能會被推遲。
6月12日，AT&T獲美國聯邦法官理察·J·萊昂批准收購時代華納，緩解了康卡斯特對政府監管機構是否會阻止他們收購福斯的擔憂，因此在第二天，康卡斯特宣佈以650億美元的新價競購福斯。
6月18日，據報導迪士尼將增加其報價。6月20日，迪士尼和福斯宣佈他們修訂了之前的合併協議，而迪士尼的報價提升至713億美元（比康卡斯特的650億美元報價溢價了10%），同時也為股東提供了接收現金而不是股票的選擇權。6月21日，梅鐸回應迪士尼的更高報價時表示“我們對二十一世紀福斯所建立的業務感到非常自豪，並堅信與迪士尼的這一組合將為新的迪士尼帶來更多的股東價值。“但這仍然不能阻止其他公司出價，因為該交易需要由股東投票而決定。
6月27日，美國司法部批准該收購交易，條件是迪士尼需要出售福斯22個地區性的體育頻道以符合反壟斷法的規定，而迪士尼同意該條件。6月28日，迪士尼和福斯計劃於2018年7月27日當天的股東投票大會上將福斯的資產出售給迪士尼。
7月9日，一名福斯股東提出訴訟，反對迪士尼收購福斯，理由是Hulu缺乏財務預測。同一天，據CNBC報導康卡斯特正在尋找可以接管福斯地區體育頻道的公司。這將使康卡斯特關於收購福斯資產的立法問題變得更加容易，準備在2018年7月27日之前提出新的報價競購福斯。
7月12日，司法部向美國哥倫比亞特區聯邦巡迴上訴法院提出上訴通知，以撤銷地方法院對AT&T收購時代華納的批准。
7月16日，據CNBC報導康卡斯特不太可能繼續與迪士尼競購福斯。相反，康卡斯特可能會繼續追求Sky的61%股權。7月19日，康卡斯特正式宣佈放棄對福斯資產的收購，以便專注於收購天空公司。康卡斯特執行長布萊恩·L·羅勃茲表示“我要祝賀勞勃·艾格和迪士尼團隊，並讚揚梅鐸家族和福斯創建了這樣理想而受人尊敬的公司。”。

### 完成之路
2018年7月25日，二十一世紀福斯的第二大股東TCI表示，他們投票贊成迪士尼和福斯的交易。7月27日，迪士尼和福斯的股東批准了兩家公司的合併。合併預計在2019年上半年完成。同一天，據《彭博社》報導，在所有尚未批准該交易的15個國家中，中國可能成為合併的最大威脅，因為與美國的貿易戰導致高通和恩智浦的合併未能實現。
8月9日，據報導維亞康姆執行長勞勃·巴基什希望將其電視廣告定位技術授權給整個行業，並將從福斯開始。2018年8月12日，印度競爭委員會批准了迪士尼和福斯交易。9月17日，歐洲聯盟委員會計劃於10月19日進行合併審查，後來該審查推遲到11月6日。
10月5日，迪士尼宣佈開始與二十一世紀福斯交換報價並徵求同意。10月8日，迪士尼宣佈二十一世紀福斯的頂級電視台高管將加入該公司，其中包括彼得·賴斯、蓋瑞·克內爾、約翰·蘭德格拉夫和達納·華登。賴斯將擔任華特迪士尼電視董事長和迪士尼傳媒電視網的聯合主席，而華登將被任命為迪士尼電視工作室和ABC娛樂的主席。
10月10日，據報導合併後的新獨立公司“新福斯”將於2019年1月1日實施。
10月15日，迪士尼向歐洲聯盟委員會提供了一份特許權清單，並把審查截止日期延長至11月6日。10月18日，迪士尼宣佈為華特迪士尼影業集團加入新的組織，該組織成員包括艾瑪·華茲（Emma Watts）、伊莉莎白·加布勒（Elizabeth Gabler）、南希·阿特利（Nancy Utley）和史蒂芬·吉魯拉（Stephen Gilula）。目前擔任二十世紀福斯副主席和製片總裁的華茲將帶領福斯的電影部門，並直接向華特迪士尼影業集團主席艾倫·F·霍恩匯報工作。
11月6日，歐洲聯盟委員會批准該交易，條件是迪士尼需要出售隸屬於迪士尼和赫茲合資公司A+E電視網的Blaze、Crime & Investigation、History、H2和Lifetime。迪士尼將繼續在歐洲經濟區以外的地方成為A+E電視網的50%股份。
11月19日，中國監管部門無條件地批准了迪士尼和福斯的交易。獲得批准後，迪士尼報告說仍需要獲得其他幾家監管機構的監管批准，儘管美國、歐盟和中國的批准被認為是最重要的障礙。
12月3日，巴西經濟防衛行政委員會（CADE）表示，該交易將集中於有線體育頻道市場。 CADE建議採取補救措施，並在2019年3月23日之前作出決定；截止日期可延長90天。
12月13日，迪士尼宣佈其國際業務的新組織的成員包括蕾貝卡·坎貝爾（Rebecca Campbell）、強恩·柯本（Jan Koeoppen）、狄亞哥·勒納（Diego Lerner）和烏代·香卡
（Uday Shankar）。目前擔任福斯傳媒集團亞洲區和印度星空傳媒主席兼總裁的香卡將領導迪士尼的亞洲業務，並將成為迪士尼印度的新主席。
12月14日，合併受到墨西哥的監管，其中迪士尼和福斯將佔所有類型內容的分發的27.8%。體育廣播是墨西哥的主要關注點。
12月26日，據NBC新聞報導該交易預計將在2019年1月的最後一周完成。
2019年1月3日，據《彭博社》報導巴西經濟防衛行政委員會預計將批准該交易，且不會強迫迪士尼出售任何資產。CADE預計會看到迪士尼和福斯的提案，其中包括2018年12月兩家公司之間的一些“來回會議”後的變化。交易預計在2019年1月30日作出裁決。
1月7日，福斯以“新福斯”的名義向美國證券交易委員會提交了註冊聲明。
1月11日，據報導該交易預計將於2019年2月或3月完成。
3月20日，該交易完成。

## 資產

### 迪士尼收購的資產
交易中包括二十一世紀福斯的大部分娛樂和國際資產，包括：
- 二十世紀福斯電影公司[49]
  - 二十世紀福斯[4][49]
    - 二十世紀福斯動畫（英语：20th Century Fox Animation）[49]
    - 二十世紀福斯家庭娛樂[49]

  - 福斯探照燈影業[4][49]
  - 福斯2000電影公司[4][49]
- 福斯電視集團[46]
  - 二十世紀福斯電視公司[4][46]
  - 福斯21電視工作室（英语：Fox Television Studios）[4][46]
  - FX電視網[4][46]
  - FX製作公司[4][46]
  - 國家地理合股公司（73%）[4][46]
- 福斯傳媒集團（國際）[4][54]
  - 福斯傳媒集團亞洲區[54]
  - 福斯傳媒集團歐洲區[54]
  - 福斯傳媒集團拉丁美洲區[54]
- 藍天工作室[60]
- 恩德默陽光集團（英语：Endemol Shine Group）（50%）[1][61]
- Hulu（美國）（30%- 迪士尼目前擁有30%；合併後迪士尼將擁有60%）[4]
- 星空傳媒（印度）[4][54]
- 塔塔天空衛視（英语：Tata Sky）（30%）[4]
- TrueX（英语：TrueX）[62]

### 資產將分拆給福斯
2018年11月14日，據透露，一家新的獨立公司，暫名為“新福斯”，保留原來的“福斯”名稱（后命名为福斯公司）。該公司於2019年1月1日實施了該結構。其資產包括福斯在美国本土的廣播、新聞和體育業務，包括：
- 福斯廣播公司
- 福斯電視站（英语：Fox Television Stations）
- 福斯新聞集團
  - 福斯新聞頻道
  - 福斯財經網
- 福斯體育傳媒集團
  - 福斯體育一台（英语：Fox Sports 1）
  - 福斯體育二台（英语：Fox Sports 2）
  - 福斯體育西語頻道（英语：Fox Deportes）
  - 十大聯盟電視網（英语：Big Ten Network）（51%）
- 二十世紀福斯工作室地產（將租給迪士尼7年）[2]